# Aplysia rehderi
Aplysia rehderi is een slakkensoort uit de familie van de Aplysiidae. De wetenschappelijke naam van de soort is voor het eerst geldig gepubliceerd in 1960 door Eales.